# Pa-dong
Pa-dong (koreanska: 파동) är en stadsdel i staden Daegu i den sydöstra delen av Sydkorea, 240 km sydost om huvudstaden Seoul. Den ligger i stadsdistriktet Suseong-gu.